# Pine Castle
Pine Castle – jednostka osadnicza w Stanach Zjednoczonych, w stanie Floryda, w hrabstwie Orange.